# Fullofaude
Fullofaude (latino: Fullofaudus; fl. 367) è stato un generale romano in occasione di una rivolta dei barbari passata alla storia come la Grande cospirazione, Fullofaude fu ucciso e le difese romane travolte. Era probabilmente di origine germanica, come deducibile dal suo nome..

## Biografia
Le notizie su Fullofaude e più in generale sulla Grande cospirazione sono riportate nella narrazione di Ammiano Marcellino, ma sono piuttosto confuse; alcune parti della narrazione sono considerate inverosimili da alcuni storici moderni, dunque esistono diverse interpretazioni dei fatti narrati.
Ciò che è noto dalla narrazione di Ammiano è che Fullofaude era un dux che fu sopraffatto dai nemici, dopo che il comes Nettarido era stato ucciso; come conseguenza di questi eventi, la Britannia romana fu ridotta in uno stato penoso, e l'imperatore Valentiniano I fu costretto a mandarvi prima Severo, poi Giovino, e infine Flavio Teodosio (padre dell'imperatore Teodosio I), che riprese il controllo dell'isola.
Secondo alcuni storici, Fullofaude ricopriva il ruolo di dux Britanniae, responsabile della difesa del limes settentrionale della Britannia romana. Cadde in un'imboscata per mano dei Pitti; poiché prima di lui era caduto anche il comes litoris Saxonici per Britannias Nettarido, persi i propri comandanti, le difese romane furono travolte dai barbari; l'imperatore Valentiniano I dovette immediatamente mandare un generale (Severo), poi un altro (Giovino) e infine Teodosio.
Secondo altri storici, la sequenza degli eventi descritta da Ammiano è inverosimile, perché troppo tempo sarebbe intercorso dall'invio di Severo e il suo ritorno, l'invio di Giovino e il suo ritorno, e l'invio di Teodosio. Da un'analisi del testo di Ammiano sarebbe possibile immaginare che sia Nettardio sia Fullofaude fossero comandanti romani in Gallia, presso la Manica; sarebbero caduti entrambi a causa delle incursioni dei Franchi e dei Sassoni. Fu solo quando Giovino fu mandato da Valentiniano a risolvere la situazione in Gallia, che giunsero notizie nefaste dalla Britannia, e per questo motivo Valentiniano dovette mandare un altro generale, Teodosio, in quanto il suo preferito, Giovino, era ancora impegnato in Gallia.